# Gli strumenti del comunicare
Gli strumenti del comunicare è un saggio scritto da Marshall McLuhan nel 1964, pubblicato in Italia nel 1967 da Il Saggiatore.
Il saggio, intitolato nella versione originale inglese Understanding Media: The Extensions of Man (lett. "Capire i media: le estensioni dell'uomo"), contiene i concetti come "il mezzo è il messaggio", "villaggio globale", "rivoluzione elettronica", "media caldi e media freddi".
Seppur difficilmente classificabile all'interno di una categoria del pensiero o della scienza, resta un modello significativo di interpretazione della comunicazione. L'autore dimostra come i media trasformano tutto ciò che toccano, anche le realtà umane.

## Contenuti
McLuhan afferma che "nelle ere della meccanica, avevamo operato un'estensione del nostro corpo in senso spaziale. Oggi, dopo oltre un secolo di impiego tecnologico dell'elettricità, abbiamo esteso il nostro stesso sistema nervoso centrale in un abbraccio globale che, almeno per quanto concerne il nostro pianeta, abolisce tanto il tempo quanto lo spazio" (Gli strumenti del comunicare, Il Saggiatore, Milano, 1967, p. 9). Ad esempio, un primo medium analizzato da McLuhan è stato quello tipografico. McLuhan osserva infatti che la stampa ha avuto un grande impatto nella storia occidentale, veicolando la Riforma protestante, il razionalismo e l'illuminismo e originando il nazionalismo, l'industrialismo, la produzione di massa, l'alfabetismo e l'istruzione universale.
La stampa a caratteri mobili ha inoltre definito la struttura lineare e sequenziale che caratterizza la logica dell'uomo occidentale "civilizzato", che risulta però, frammentato e psichicamente impoverito rispetto all'uomo tribale. Nell'era contemporanea dell'elettricità, la simultaneità sensoriale tipica del linguaggio, prodotta dalla velocità di trasmissione dell'informazione, sta portando ad una "ri-tribalizzazione" dell'ambiente mediale contemporaneo, dove la sequenza causa-effetto sta acquisendo sempre meno importanza. Da quest'idea proviene la definizione data da McLuhan di "villaggio globale".
Si può dunque asserire che qualsiasi tecnologia costituisce un medium nel senso che è un'estensione e un potenziamento delle facoltà umane, e in quanto tale genera un messaggio che retroagisce con i messaggi dei media già esistenti in un dato momento storico, rendendo complesso l'ambiente sociale, per cui è necessario valutare l'impatto dei media in termini di "implicazioni sociologiche e psicologiche" (p. 10).
McLuhan afferma che il contenuto di una trasmissione ha in realtà un effetto minimo sia in presenza di programmi per bambini o di spettacoli violenti. Si tratta certamente di una forzatura, questa, che però tende a mettere l'accento sulla struttura dello strumento che sovente viene dimenticata a favore del contenuto. Per esemplificare, lo stesso film (contenuto) visto alla televisione o al cinema (medium) ha un effetto diverso sullo spettatore. Di conseguenza la struttura della televisione e la struttura del cinema hanno un impatto particolare nella società e sugli individui che deve essere colto e analizzato attentamente.
McLuhan osserva che ogni medium ha caratteristiche che coinvolgono gli utenti in modi diversi; ad esempio, un passo di un libro può essere riletto a piacimento, mentre (prima dell'avvento delle videocassette) un film deve essere ritrasmesso interamente per poterne studiare una parte. È in questo testo che McLuhan introduce la classificazione dei media in caldi e freddi.
Sono definiti "caldi" i media ad alta definizione che richiedono una bassa partecipazione da parte del ricevente (radio, cinema ecc.). Sono definiti "freddi" i media a bassa definizione che richiedono un'alta partecipazione (TV, telefono eccetera).
Fra le tesi più illuminanti, quella per cui ogni nuova tecnologia (comprese la ruota, il parlato, la stampa), esercita su di noi una lusinga molto potente, tramite la quale ci ipnotizza in uno stato di "narcisistico torpore". Se non abbiamo gli anticorpi intellettuali adatti, questo capita appena ne veniamo in contatto, e ci porta ad accettare come assiomi assoluti, le assunzioni non neutrali intrinseche in quella tecnologia. Se invece riusciamo a evitare di esserne fagocitati, possiamo guardare quella tecnologia dall'esterno, con distacco, e a quel punto riusciamo non solo a vedere con chiarezza i principi sottostanti e le linee di forza che esercita, ma anche i mutamenti sociali diventano per noi un libro aperto, siamo in grado di intuirli in anticipo e (in parte) di controllarli. (pp. 19–20)